# Duindoorn
De duindoorn (Hippophae rhamnoides) is een tweehuizige struik: er zijn mannelijke en vrouwelijke planten. De plant wortelt zowel horizontaal als verticaal. De plant komt in Nederland (Hippophae rhamnoides subsp. rhamnoides) van nature vooral voor in open, kalkrijke duinen. De duindoorn is een xerofyt; ook is de soort goed bestand tegen zout en het stuiven van het zand. In Centraal-Azië (Hippophae rhamnoides subsp. carpatica) groeit de plant in woestijn-achtige omgevingen, in de Alpen (Hippophae rhamnoides subsp. fluviatilis) in open land en aan rivieroevers.

## Samenstelling
De bessen zijn zuur en rijk aan vitamine C, vitamine E, carotenoïden, flavonoïden, plantensterolen, lignanen en mineralen. De bes is rijk aan olie zowel in de zaden (zaadolie) als in de zachte delen van de vrucht (pulpolie). Het vruchtvlees bevat tussen de drie en vijf procent olie. De zaden bevatten ongeveer 10% olie, terwijl het oliegehalte in de zachte delen over een veel breder bereik varieert (0,5 tot 10%), grotendeels afhankelijk van de oorsprong en variëteiten.
In de winter kunnen de bessen gaan gisten, hierdoor kunnen vogels als de spreeuw, lijster en kramsvogel dronken worden.

### Duindoornolie
Duindoornolie ("Oleum Hippophaes") kan worden gewonnen uit de zaden of uit pulp van de vrucht van de duindoorn. Oliën van duindoorn zaden en pulp verschillen aanzienlijk in vetzuursamenstelling. Terwijl linolzuur en alfa-linoleenzuur de belangrijkste vetzuren in de zaadolie zijn, bevat olie uit de pulp van duindoorn in totaal circa 65% van het enkelvoudig onverzadigde vetzuur palmitoleïnezuur (een omega-7-vetzuur) en het verzadigde vetzuur palmitinezuur gecombineerd. Weinig andere plantaardige olien bevatten een soortgelijke hoeveelheid van deze vetzuren. Zowel de zaden en de pulp oliën zijn rijk aan tocoferolen, tocotrienolen en plantensterolen. Bovendien bevat de pulpolie vooral hoge niveaus van caroteen en carotenoïden
Duindoornolie wordt ingezet voor symptoomverlichting bij mensen met droge slijmvliezen. De vette olie zou de wondgenezing bevorderen. Het experimenteel gebruik in atopische dermatitis was echter niet overtuigend. In Centraal-Europa wordt de zaadolie gebruikt in cosmetische producten. In Mongolië, Rusland en China, wordt de pulpolie ook uitwendig gebruikt om brandwonden te behandelen van als gevolge van straling. Ook in Oost-Europa bij de behandeling van stralingsschade gebruikt, bijvoorbeeld bij röntgenstralen of zonnebrand.

## Duindoorn als landbouwgewas

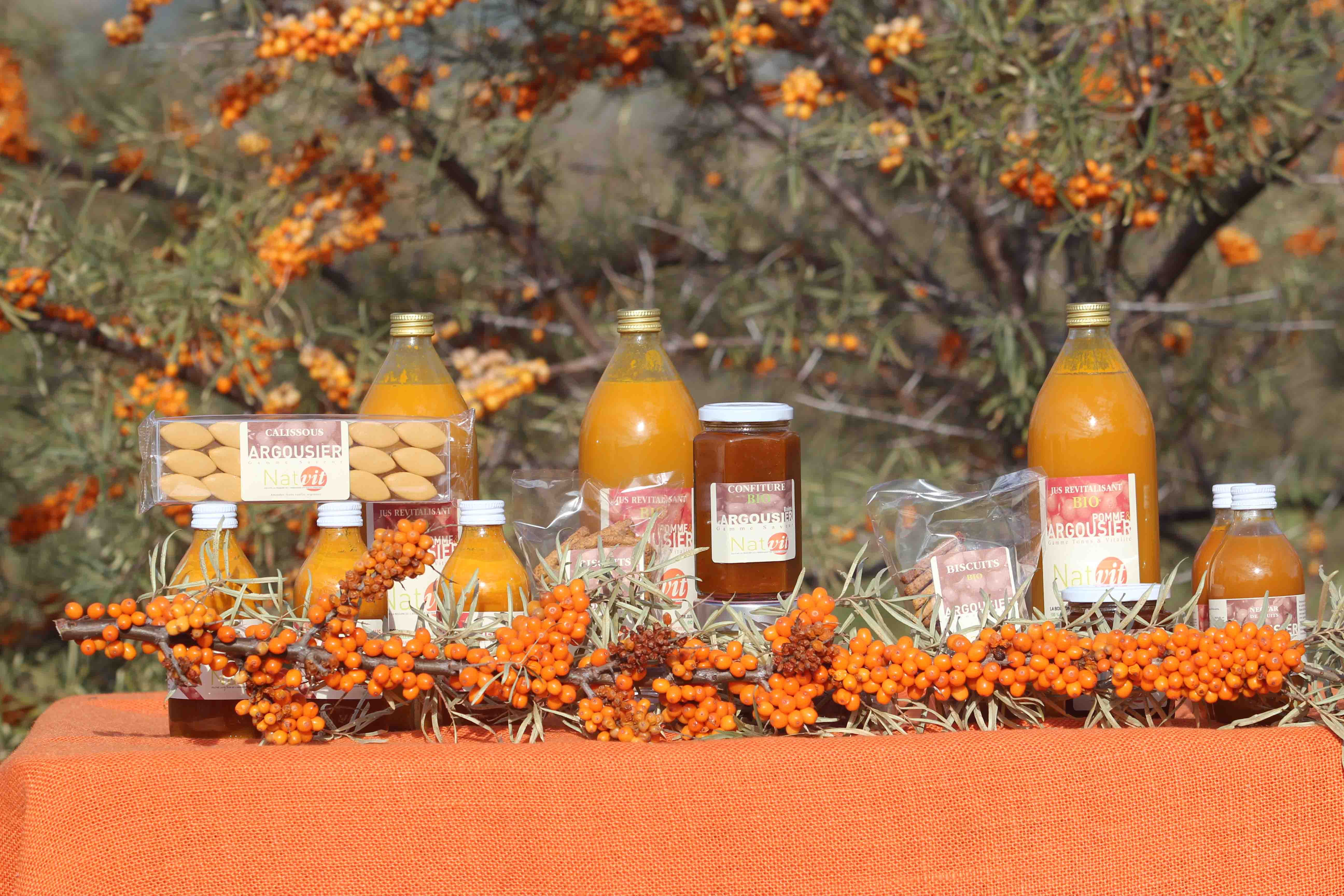
Duindoornproducten op een markt in de Haute-Provence, Frankrijk
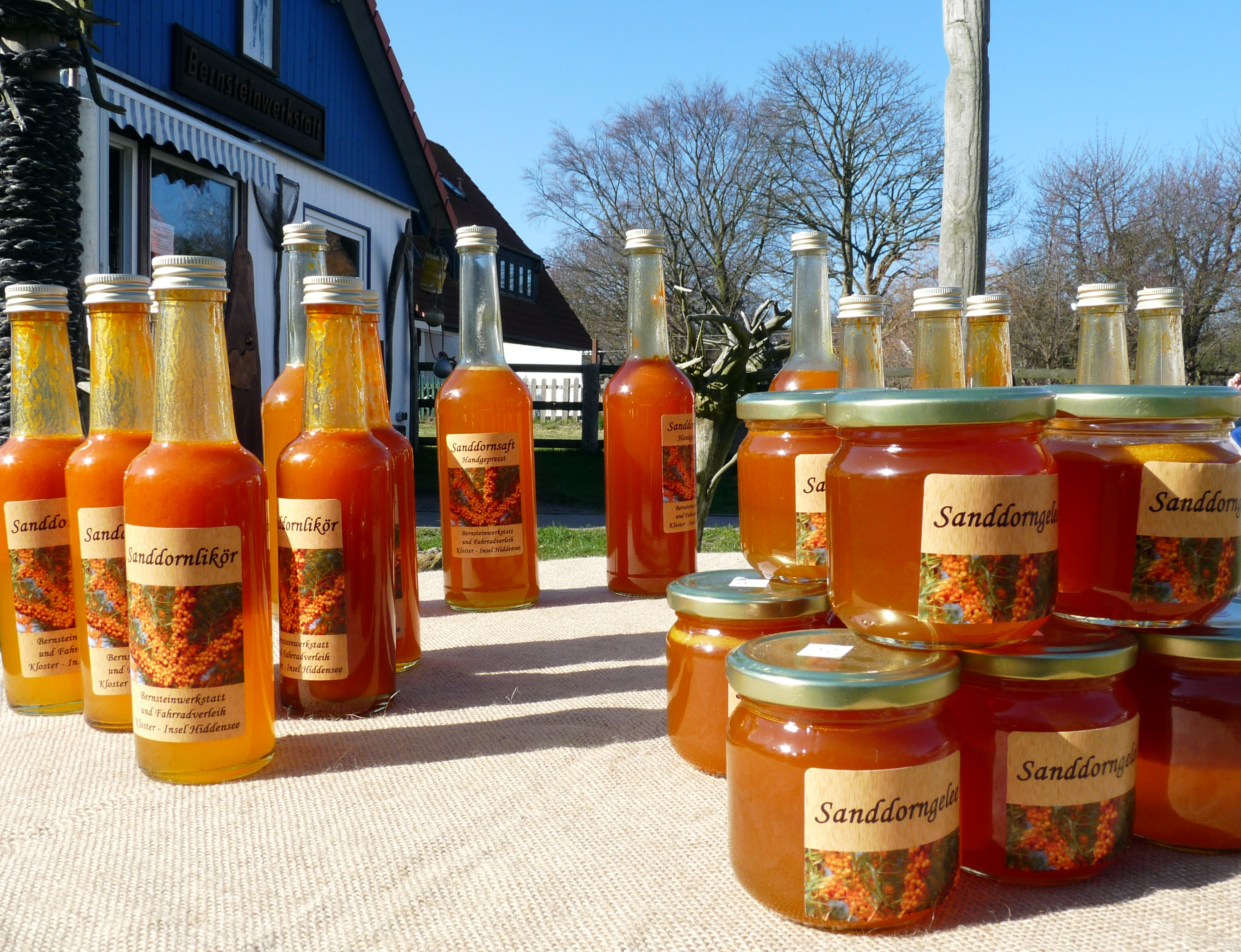
Idem te Hiddensee, Duitsland
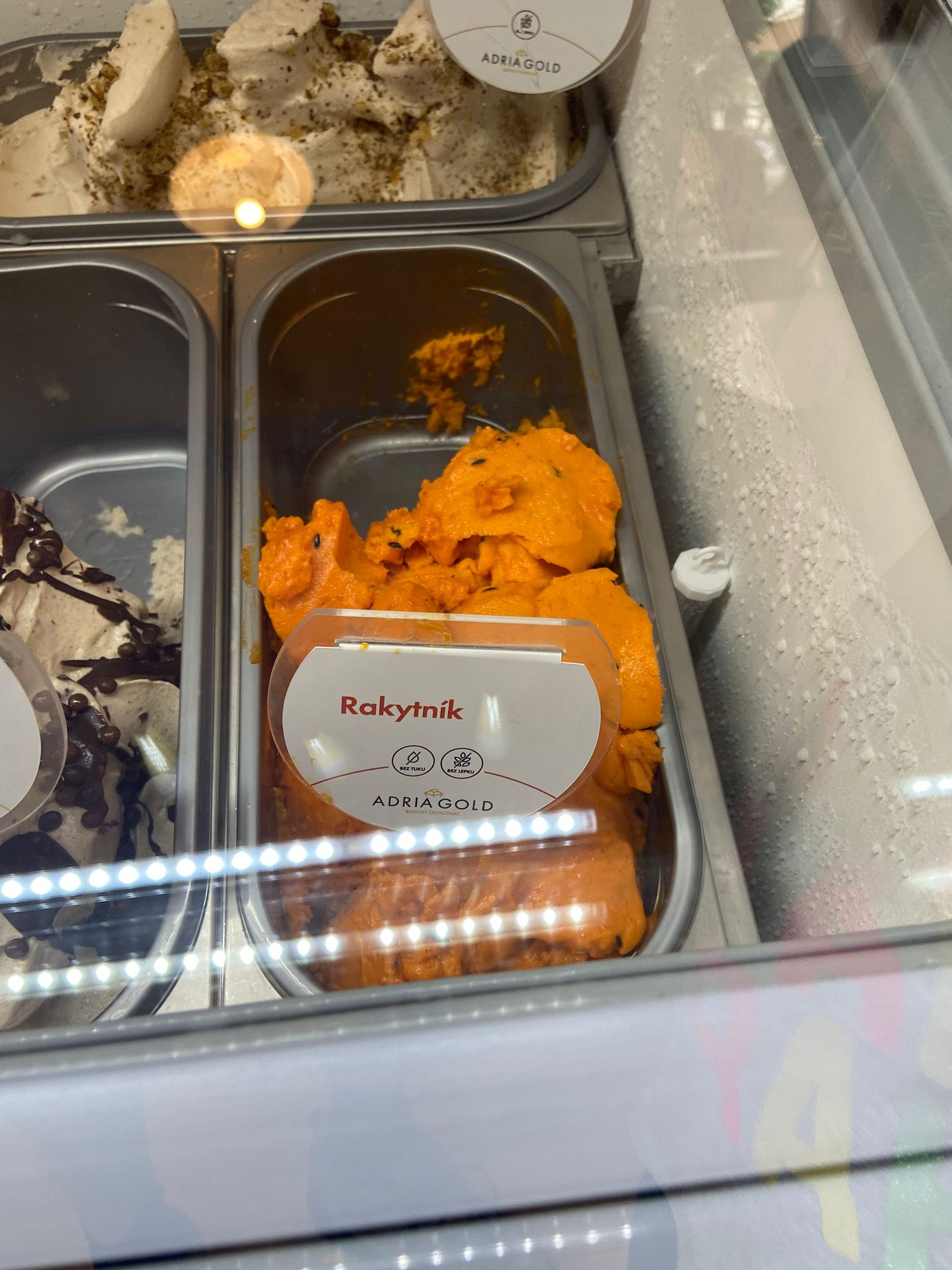
Duindoornijs in Pīsek, Tsjechië

Duindoorn wordt, vanwege de vitaminerijke bessen, in Siberië en de Volksrepubliek China als landbouwgewas gekweekt. Voordat jonge plantjes echter vruchtdragende struiken zijn geworden, verlopen 6 tot 8 jaren. De struik is, omdat hij geneigd is, met zijn wortels sterk uit te groeien en andere planten te gaan overwoekeren, niet geschikt voor kleine particuliere tuinen.
Ook in het Franse district Alpes-Maritimes, in het dal van de Durance wordt de argousier verbouwd. In al deze landen wordt duindoornolie als cosmeticum of als ingrediënt voor jam, marmelade, likeur of andere dranken verhandeld. In de voormalige DDR liep van plm. 1960 tot 1980 een grootschalig, matig succesvol experiment met aanplant van dit gewas. In Duitsland zijn hiervan enkele kleine percelen bewaard gebleven, o.a. bij Ludwigslust.
Duindoornbessen worden in verschillende vormen en in combinatie met andere producten in enkele landen ook aan pluimvee (India) en andere dieren (Verenigde Staten) gevoederd.
Duindoorn is als landbouwgewas gevoelig voor talrijke plagen, o.a. de duindoornboorvlieg en de -door zijn brandharen, die soortgelijke overlast geven als die van de eikenprocessierups, beruchte- rups van de bastaardsatijnvlinder, en ook voor diverse schimmelziektes, die vooral in China veel van de jaarlijkse oogst aan duindoornbessen verloren doen gaan.
In Tsjechië wordt duindoornijs vervaardigd, en ook verkocht in ijssalons.

## Ecologische betekenis
Duindoorn leeft in symbiose met een bacterie van het geslacht Frankia die in wortelknolletjes stikstof bindt. Dit proces vindt vooral plaats in jonge wortels. Door de stikstoffixatie is er lokaal meer stikstof in de grond waardoor men vaak stikstofminnende (nitrofiele) planten als brandnetels onder de duindoorn vindt. De duindoorn wordt in zijn milieu tien tot vijftien jaar oud waarna zijn plaats ingenomen wordt door opvolgende plantensoorten.
De zaden komen alleen daar tot ontwikkeling waar de bacterie in de grond aanwezig is, alhoewel het zaaien in vermiculiet een bijna 100% opkomst van de zaden geeft. Duindoorn vermeerdert zich ook door uitlopers.
Duindoorn is een waardplant voor een groot aantal vlindersoorten: Acleris hippophaeana, zwartstipvlinder (Agrochola lota), perentak (Apocheima pilosaria), groentje (Callophrys rubi), hyena (Cosmia trapezina), grote wintervlinder (Erannis defoliaria), bastaardsatijnvlinder (Euproctis chrysorrhoea), Hyles hippophaes, tweestreepvoorjaarsuil (Orthosia cerasi), populierenwespvlinder (Paranthrene tabaniformis synagriformis), Semiothisa alternaria, appelglasvlinder (Synanthedon myopaeformis) en de micronachtvlinder Gelechia hippophaella.

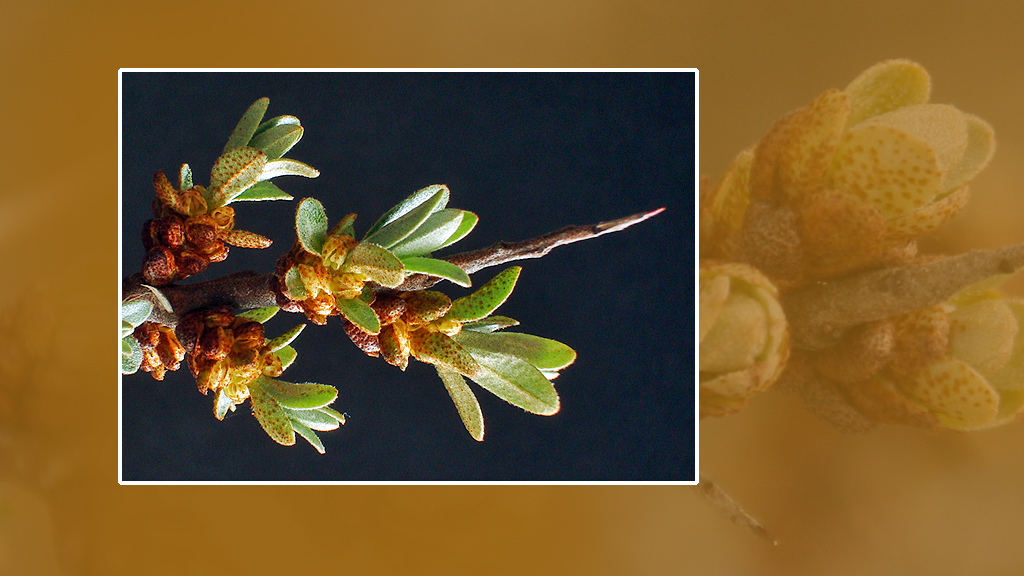
Duindoorn
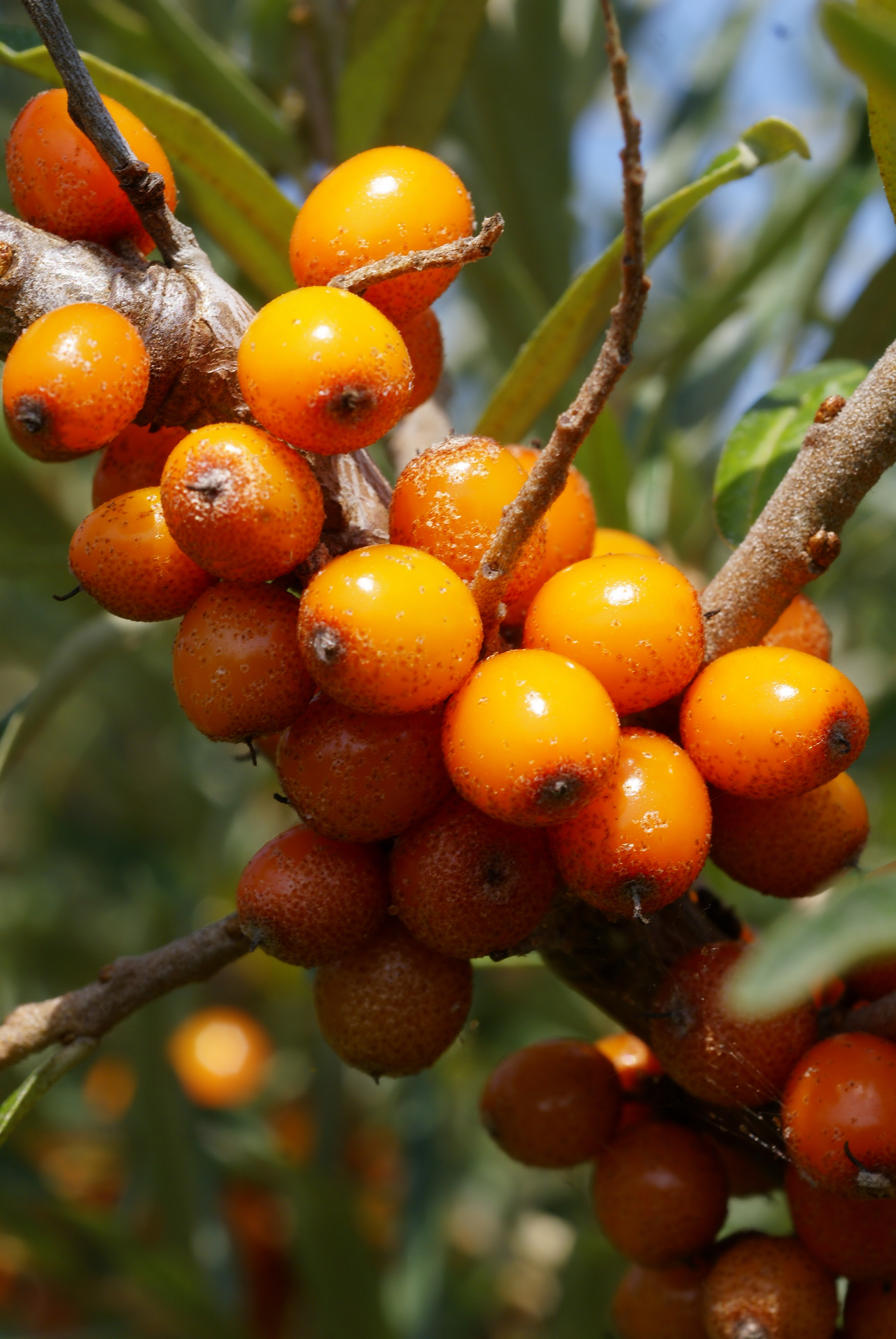
schijnvruchten
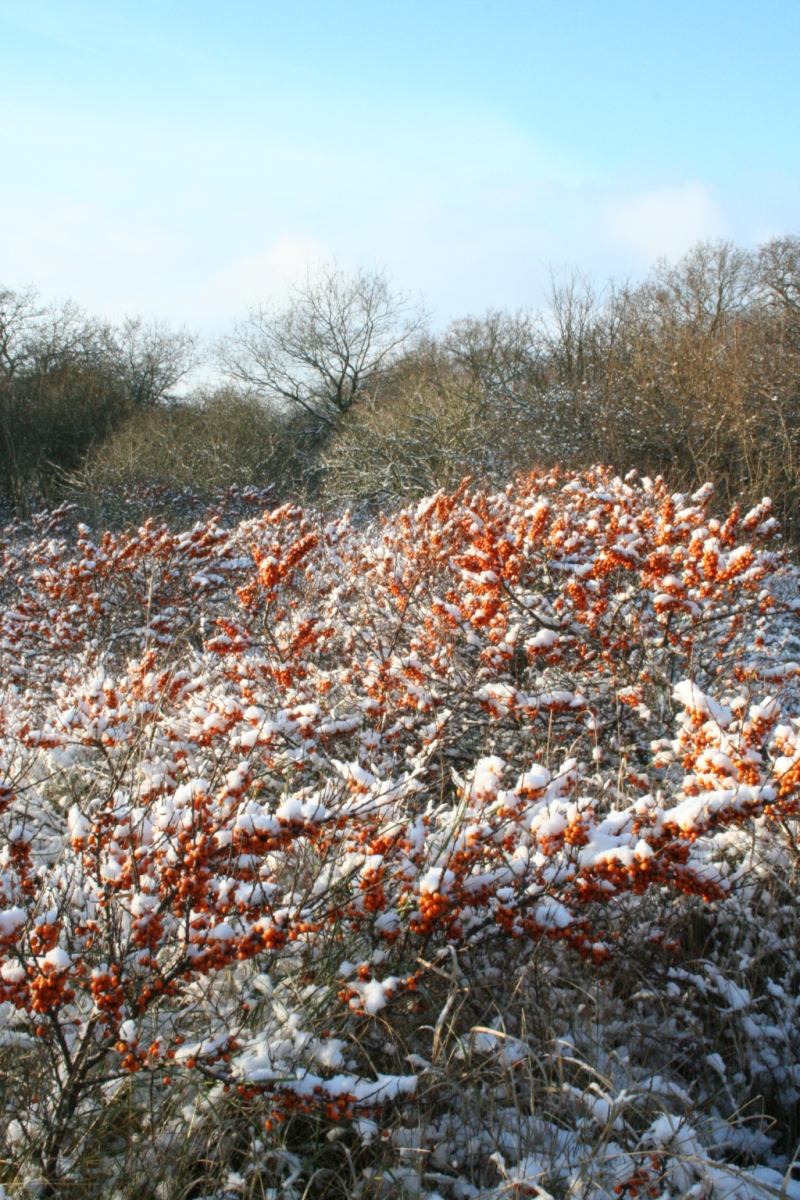
Duindoorn in de winter
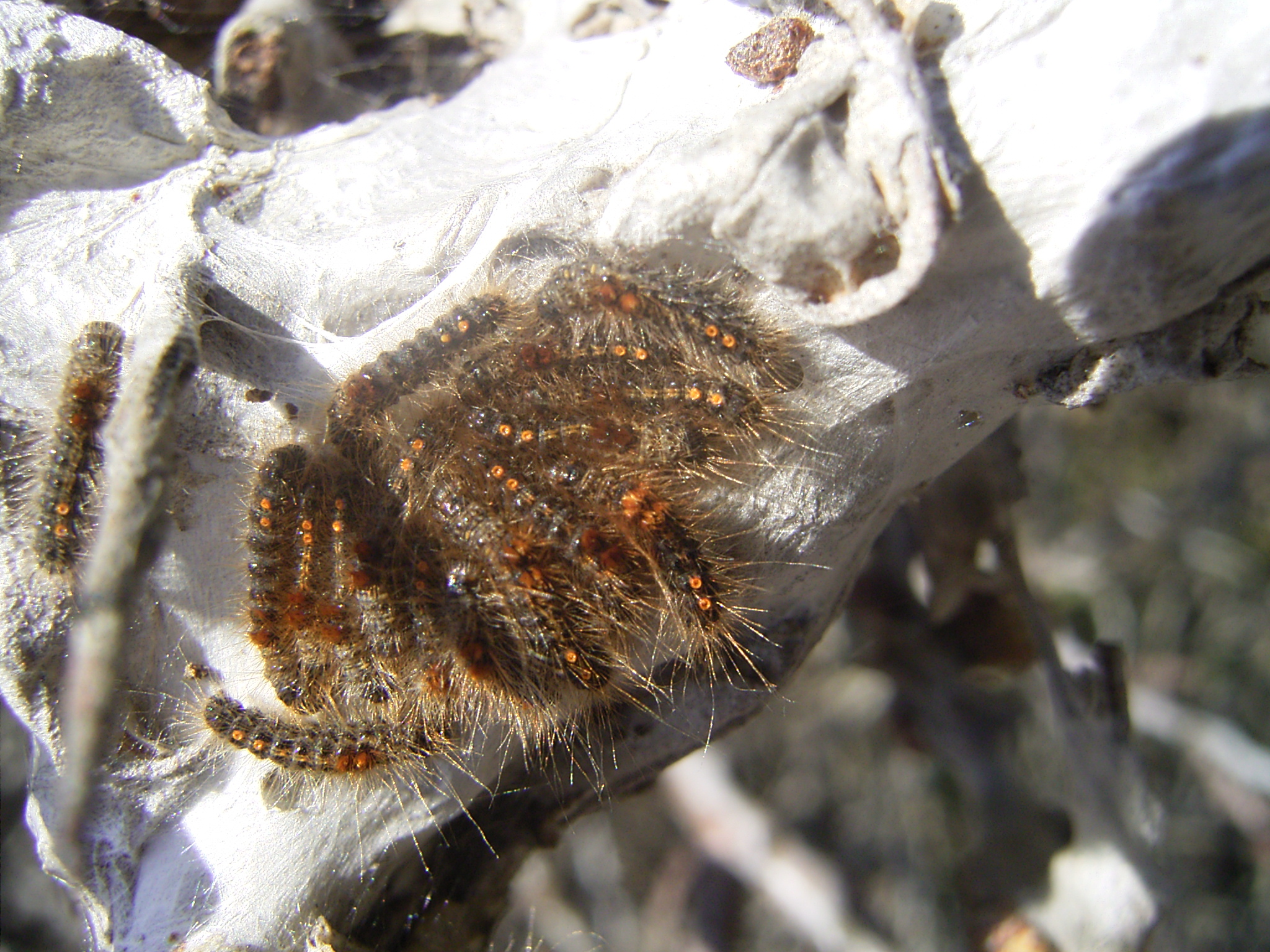
Rupsen bastaardsatijnvlinder

## Syntaxonomie
De duindoorn is een kensoort voor het liguster-verbond (Berberidion vulgaris).